# کنراد الکترونیک
کنراد الکترونیک اس‌ای (انگلیسی: Conrad Electronic) یک شرکت چندملیتی اروپایی در زمینه خرده‌فروشی محصولات الکترونیکی و فناوری است که دفتر مرکزی آن در شهر هیرشاو در کشور آلمان قرار دارد. این شرکت یک پلتفرم خرید دیجیتال برای نیازهای فنی در فروش از راه دور (بیشتر از طریق اینترنت) و همچنین عرضه محصولات و خدمات از طریق تیم فروش مستقیم خود فعالیت می‌کند.

## مشخصات شرکت
شرکت کنراد الکترونیک در سال ۱۹۲۳ توسط ماکس کنراد در شهر برلین تأسیس شد. از سال ۱۹۴۶، دفتر مرکزی شرکت در شهر هیرشاو در آلمان قرار دارد. شرکت کنراد با شروع به عنوان یک کسب‌وکار پستی (خرید و فروش از راه دور) برای قطعات الکترونیکی، فعالیت خود را آغاز کرد. امروزه، شرکت کنراد طی چهار نسل به صورت خانوادگی مدیریت می‌شود و یکی از پیشروترین خرده‌فروشان اروپایی در زمینه الکترونیک و فناوری محسوب می‌شود.
کنراد الکترونیک اس‌ای (Conrad Electronic SE) یک زیرمجموعهٔ کاملاً متعلق به کنراد هولدینگ اس‌ای (Conrad Holding SE) است. این شرکت هولدینگ نیز به صورت یک کسب‌وکار خانوادگی توسط خانواده کنراد مدیریت می‌شود. کنراد الکترونیک اس‌ای یک شرکت تجاری است که انحصاراً در داخل آلمان فعالیت می‌کند. همچنین این شرکت به عنوان یک عملیاتگر بازار در آلمان و اتریش فعال است. فعالیت‌های شرکت در کشورهای دیگر اروپایی توسط شرکت‌های بین‌المللی گروه کنراد انجام می‌شود.
از سال ۱۹۹۸، کنراد الکترونیک به تدریج کسب‌وکار خود در بخش B2B (کسب‌وکار به کسب‌وکار) را گسترش داده است. در سال ۲۰۲۲، معادل ٪۷۰ از فروش سالانه شرکت از طریق بخش B2B انجام شد. شرکت کنراد بیزینس ساپلایز (Conrad Business Supplies) در سال ۱۹۹۸ تأسیس شد تا به طور فزاینده‌ای مشتریان حقوقی را هدف قرار دهد. در سال ۲۰۱۷، **بازار الکترونیک B2B کنراد راه‌اندازی شد که در آن دیگر خرده‌فروشان و تولیدکنندگان نیز قادر به عرضه محصولات خود هستند. در سال ۲۰۲۰، پلتفرم خرید کنراد (Conrad Sourcing Platform) به عنوان یک پلتفرم خرید برای تأمین نیازهای فنی مشتریان کسب‌وکاری معرفی شد.
راف بولر (Ralf Bühler) از ژانویه ۲۰۲۱ به عنوان مدیرعامل شرکت کنراد الکترونیک اس‌ای منصوب شده است.
در حال حاضر، گروه کنراد الکترونیک در سراسر جهان دارای بیش از ۲٬۳۰۰ کارمند* است (آمار سال ۲۰۲۴).